# Haematopota bipunctata
Haematopota bipunctata är en tvåvingeart som beskrevs av Ricardo 1906. Haematopota bipunctata ingår i släktet Haematopota och familjen bromsar.
Artens utbredningsområde är Lesotho. Inga underarter finns listade i Catalogue of Life.